# Синдром Смита — Лемли — Опица
Синдром Смита — Лемли — Опица (дефицит 7-дегидрохолестерол редуктазы) аутосомно-рецессивное заболевание, связанное с нарушением метаболизма. Биохимической основой этого заболевания является нарушение синтеза холестерина, вызванное недостаточной активностью или отсутствием фермента 7-дегидрохолестеролредуктазы.

## Симптомы
Симптомы при синдроме Смита — Лемли — Опица могут широко варьировать. При лёгкой форме заболевания могут наблюдаться незначительные физические и интеллектуальные нарушения. В тяжёлых случаях возможны тяжёлые физические пороки и глубокая умственная отсталость.
Наиболее часто встречаются следующие симптомы:
- Микроцефалия
- Умственная отсталость
- Аутизм
- Нарушения поведения и способности к обучению.
- Пороки сердца, лёгких, почек, пищеварительного тракта и половых органов.
- Гипохолестеролемия
- Бледность
- Пониженный мышечный тонус
- Задержка в развитии
- Нарушения питания
- Птоз (опущение) верхнего века
- Катаракта
- Болезнь Гиршпрунга
- Нарушение слуха
- Нарушения иммунной системы
- Сколиоз
- Остеопороз
- Синдактилия (сращение) второго и третьего пальцев стопы
- Полидактилия

## Генетические основы заболевания
Синдром Смита — Лемли — Опица имеет аутосомно-рецессивный тип наследования. Частота заболевания 1 на 20 000-40 000 новорождённых. Чаще встречается у представителей европеоидной расы и редко у негроидов и монголоидов. При этом носителями данного заболевания является 1 из 30 человек.
Генетической основой данного заболевания является мутация в гене DHCR7. Это ген, ответственный за продукцию фермента 7-дегидрохолестеролредуктазы. Этот фермент необходим на последней стадии синтеза холестерина и катализирует реакцию превращения 7-дегидрохолестерина в холестерин с использованием NADPH. В отсутствие этого фермента не образуется холестерин и накапливаются его предшественники.

## Диагностика
Диагноз ставится при увеличении в крови уровня 7-дегидрохолестерина или на основе секвенирования гена DHCR7 и обнаружения в нём мутации.

## Лечение
Современные методы лечения предусматривают приём холестерина в синтетической форме либо при потреблении натуральных продуктов (таких, например, как яичный желток).